# Earth Defense Force (videogioco)
Earth Defense Force è un videogioco arcade del 1991 creato da Jaleco. Convertito per Super Nintendo Entertainment System con il titolo Super E.D.F.: Earth Defense Force, il gioco è stato distribuito per Wii e Wii U tramite Virtual Console. Nel 2011 ne è stata prodotta una versione per iOS.